# CBS Afternoon Playhouse
CBS Afternoon Playhouse è una serie televisiva statunitense in 23 episodi trasmessi nel corso di 5 stagioni dal 1978 al 1983.
È una serie di tipo antologico in cui ogni episodio rappresenta una storia a sé (ma nelle prime due stagioni diverse storie sono spalmate su episodi), similmente alla serie della ABC Afterschool Specials. Gli episodi sono storie di genere vario. Fu seguita da CBS Schoolbreak Special (1984-1995).

## Personaggi e interpreti
- Tracy Gibbs (5 episodi, 1980), interpretato da Ronny Cox.
- Ben Gibbs (5 episodi, 1980), interpretato da David Hollander.
- Mrs. Martinez (5 episodi, 1980), interpretata da Carmen Zapata.
- Big Ed Morgan (5 episodi, 1980), interpretato da Andrew Duggan.
- Ellen Gibbs (5 episodi, 1980), interpretata da Cathey Paine.
- Cory Morgan (5 episodi, 1980), interpretato da Norman Howell.
- Bess (5 episodi, 1980), interpretato da Louise Lorimer.
- Sally (5 episodi, 1980), interpretata da Timothy Blake.
- Jack (5 episodi, 1980), interpretato da Harry Caesar.
- Dottore (5 episodi, 1980), interpretato da Robert Emhardt.
- Art (5 episodi, 1980), interpretato da William Bryant.
- Prete (5 episodi, 1980), interpretato da Ed Ness.
- Denny Brody e Tony Barnett (2 episodi, 1982), interpretati da Ralph Macchio.

## Produzione
La serie fu prodotta da Columbia Broadcasting System

### Registi
Tra i registi sono accreditati:
- Gerald Mayer in 5 episodi (1980)
- Larry Elikann in 4 episodi (1978)
- Stephen Gyllenhaal in 3 episodi (1980-1982)

### Sceneggiatori
Tra gli sceneggiatori sono accreditati:
- Richard H. Landau in 5 episodi (1980)
- Art Wallace in 4 episodi (1978)
- Barney Cohen in 2 episodi (1979-1980)

## Distribuzione
La serie fu trasmessa negli Stati Uniti dal 23 novembre 1979 al 19 aprile 1983 sulla rete televisiva CBS.
I cinque episodi della prima stagione sono stati trasmessi in Italia con il titolo Il mio amico Falco Rosso (in originale Joey and Redhawk) su emittenti locali nel corso degli anni '80.

## Episodi
| Stagione         | Episodi | Prima TV USA |
| ---------------- | ------- | ------------ |
| Prima stagione   | 5       | 1978         |
| Seconda stagione | 8       | 1980-1981    |
| Terza stagione   | 3       | 1981         |
| Quarta stagione  | 3       | 1981-1982    |
| Quinta stagione  | 4       | 1982-1983    |